# Eriopyga majuscula
Eriopyga majuscula là một loài bướm đêm trong họ Noctuidae.